# Sailly-en-Ostrevent
Sailly-en-Ostrevent è un comune francese di 709 abitanti situato nel dipartimento del Passo di Calais nella regione dell'Alta Francia.

## Società

### Evoluzione demografica
Abitanti censiti